# 第7屆金馬獎
第7屆金馬獎，1969年華語電影界的年度盛事，表揚年度傑出華語電影作品與電影工作者。

## 簡介
本屆最佳劇情片由《小鎮春回》奪下。並獲頒最佳女配角、最佳編劇、最佳攝影等獎項。中國電影製片廠與國聯影業合作、李翰祥導演的《揚子江風雲》則獲優等劇情片，以及最佳男、女主角（楊群、李麗華）、男配角（孫越），成績斐然。李麗華繼第3屆金馬獎的《故都春夢》二度榮膺影后，成為金馬史上第一位兩次獲獎的最佳女主角。白景瑞導演以《新娘與我》獲頒最佳導演獎，《新娘與我》也讓甄珍搖身成為當代票房紅星。出身演藝世家（父：井淼、兄：井洪）的邵氏女星井莉，以瓊瑤小說改編、陶秦編導電影《船》斬露頭角，又於郭嗣汾原著、陶秦編導《雲泥》片中，與男星楊帆再續因《船》結下的片緣。

## 入圍暨得獎名單
- 第15屆之前，金馬獎採事前公佈得獎名單的方式，因此無「入圍名單」。[1]

下列之標記為該獎項之得獎者。
壹、影片獎項

### 優等新聞片
貳、個人獎項

### 最佳新聞片編導
叄、非正式競賽

## 得獎統計
總共有13部電影獲獎，僅計入正式競賽獎項。
| 得獎數量 | 電影名稱                   | 得獎獎項                                       |
| -------- | -------------------------- | ---------------------------------------------- |
| 4        | 《小鎮春回》               | 最佳劇情片、最佳女配角、最佳編劇、最佳彩色攝影 |
| 4        | 《揚子江風雲》             | 優等劇情片、最佳男主角、最佳女主角、最佳男配角 |
| 3        | 《新娘與我》               | 優等劇情片、最佳導演、最佳剪輯                 |
| 2        | 《中國電影新聞644號》      | 最佳新聞片、最佳新聞片編導                     |
| 2        | 《龍井鄉》                 | 優等紀錄片、最佳紀錄片策劃                     |
| 2        | 《張大千的畫》             | 最佳紀錄片、最佳紀錄片攝影                     |
| 2        | 《珊珊》                   | 優等劇情片、最佳錄音                           |
| 1        | 《水上人家》               | 最佳音樂（非歌劇）                             |
| 1        | 《月滿西樓》               | 最佳彩色影片美術設計                           |
| 1        | 《中國電影新聞648號》      | 最佳新聞片攝影                                 |
| 1        | 《小情人逃亡》             | 最佳童星                                       |
| 1        | 《光華演習》               | 優等紀錄片                                     |
| 1        | 《楊傳廣紀政一人一元運動》 | 優等新聞片                                     |

## 外部連結
- 第7屆金馬獎名單 （页面存档备份，存于）（繁體中文）
- 時光網-第7届台湾电影金马奖 （页面存档备份，存于）